# Villardeciervos
Villardeciervos est une municipalité espagnole de la communauté autonome de Castille-et-León et de la province de Zamora. En 2021, elle compte 397 habitants.